# Pierre de Caters
Pour les articles homonymes, voir Caters (de).
Le baron Pierre de Caters, né à Berchem le 25 décembre 1875 et mort à Paris le 26 mars 1944, est un pilote automobile, aviateur et avionneur belge, connu surtout pour avoir été le premier aviateur belge et le premier constructeur d'aéroplanes belges.

## Biographie
Pierre de Caters est le fils d'Amédée de Caters (1839-1899), président du tribunal de commerce d'Anvers, administrateur du Canal de Suez et consul de Mecklembourg-Strelitz, et de Marie de Caix de Saint-Aymour. Son père est le cousin germain de Louis de Caters et sa mère la sœur d'Amédée de Caix de Saint-Aymour.
Ingénieur électricien de formation, pratiquant plusieurs sports, notamment le cyclisme, la boxe, le football, le tennis, l'escrime, Pierre de Caters se passionne pour les courses automobiles et remporte un record du monde de vitesse en mai 1904 en dépassant les 156 km/h sur la route reliant Ostende à Nieuport à bord d'une Mercedes de 90 ch.
Il acquiert une renommée internationale en participant à de nombreuses compétitions automobiles, notamment les courses Paris-Madrid, Paris-Marseille[réf. nécessaire], l'escalade du mont Ventoux, la Gordon-Bennett, le Circuit des Ardennes. Il rencontre ainsi d'autres champions automobiles qui deviendront également des pionniers de l'aviation, notamment Frits Koolhoven, le chevalier Jules de Laminne, John Moore-Brabazon et Henri Farman.
Féru de vitesse, il participe également à des courses nautiques de canots à moteur de huit mètres où il s'illustre aux commandes de son canot à moteur Mercedes-Sunbeam, le Sea Sick, en battant le record de vitesse du kilomètre à 50,5 km/h en 1904. En 1905 il remporte la Course de côte de Gaillon sur Mercedes 120HP.
En 1908, il s'oriente vers l'aviation et achète des avions fabriqués par les frères Voisin, qu'il transforme complètement en les équipant de moteurs de conception belge. Il aménage sa propriété du château de 's-Gravenwezel, près d’Anvers, en terrain d'aviation privé sur lequel il fait de nombreux essais.
Le 30 novembre 1908, il devient le premier Belge à réaliser le vol contrôlé d'un avion équipé d'un moteur belge Vivinus de 100 ch, à savoir un biplan Voisin, dans le ciel de Brecht, où le vent s'est absenté pour l'occasion, parvenant même à réaliser une courbe de 200 mètres. Le 25 avril de l'année suivante, il réalise un premier vol de 2 800 m (avec tournant). En 1909, il participe à la semaine d’aviation d’Anvers qui se tient du 23 octobre au 2 novembre 1909 et se crashe le premier jour de compétition.
Il obtient le brevet de pilote no 1, décerné par l'Aéro-Club de Belgique le 3 décembre 1909. À la suite de ces exploits, il participe à de nombreux meetings aériens. Il est ainsi le premier aviateur à se produire à des meetings à Constantinople, au Caire et aux Indes.
En février 1910, en collaboration avec les Frères Bollekens, il crée Aviator, la première entreprise belge de construction d'aéroplanes. En septembre de la même année, il entreprend de former les premiers aviateurs militaires belges. Au début de la Première Guerre mondiale, il devient instructeur à l'École d'aviation d'Étampes.
Se retirant du monde de l'aviation et du circuit sportif, il devient homme d'affaires en créant une société de fabrication de briquettes au départ de la tourbe en remplacement du charbon. Il s'installe à Paris où il meurt le 26 mars 1944.

Illustrations
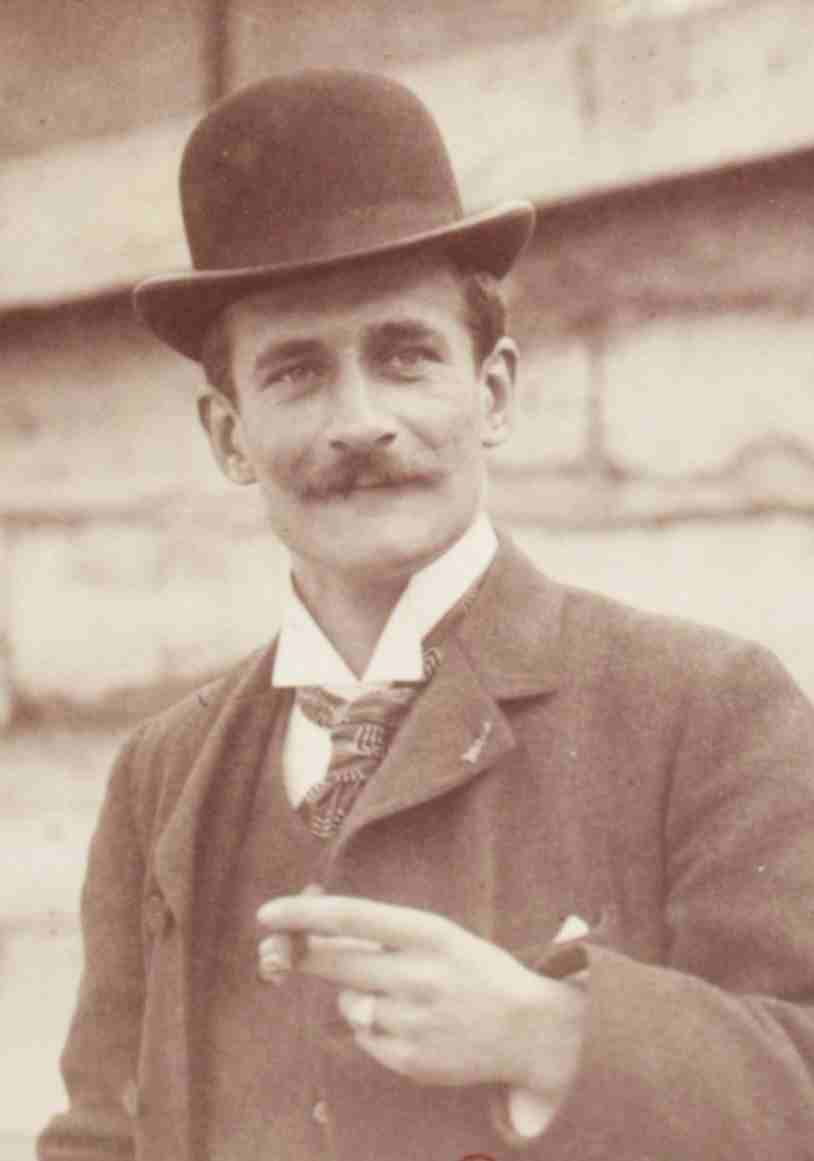
Le Baron Pierre de Caters en 1903 (Paris-Madrid).
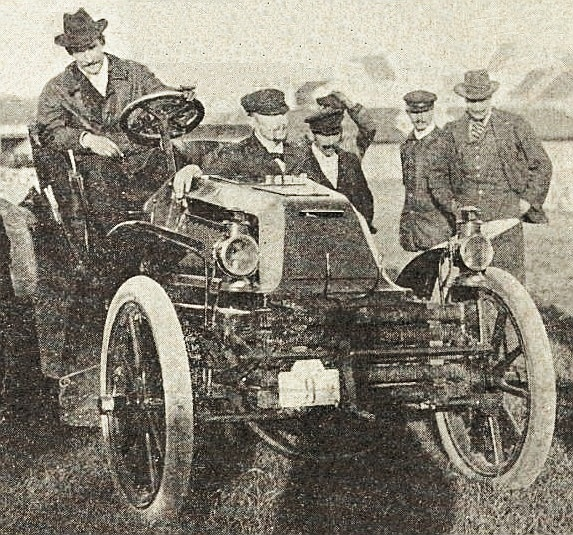
Pierre de Caters, vainqueur du Meeting d'Ostende 1901 sur Mors 24 hp.
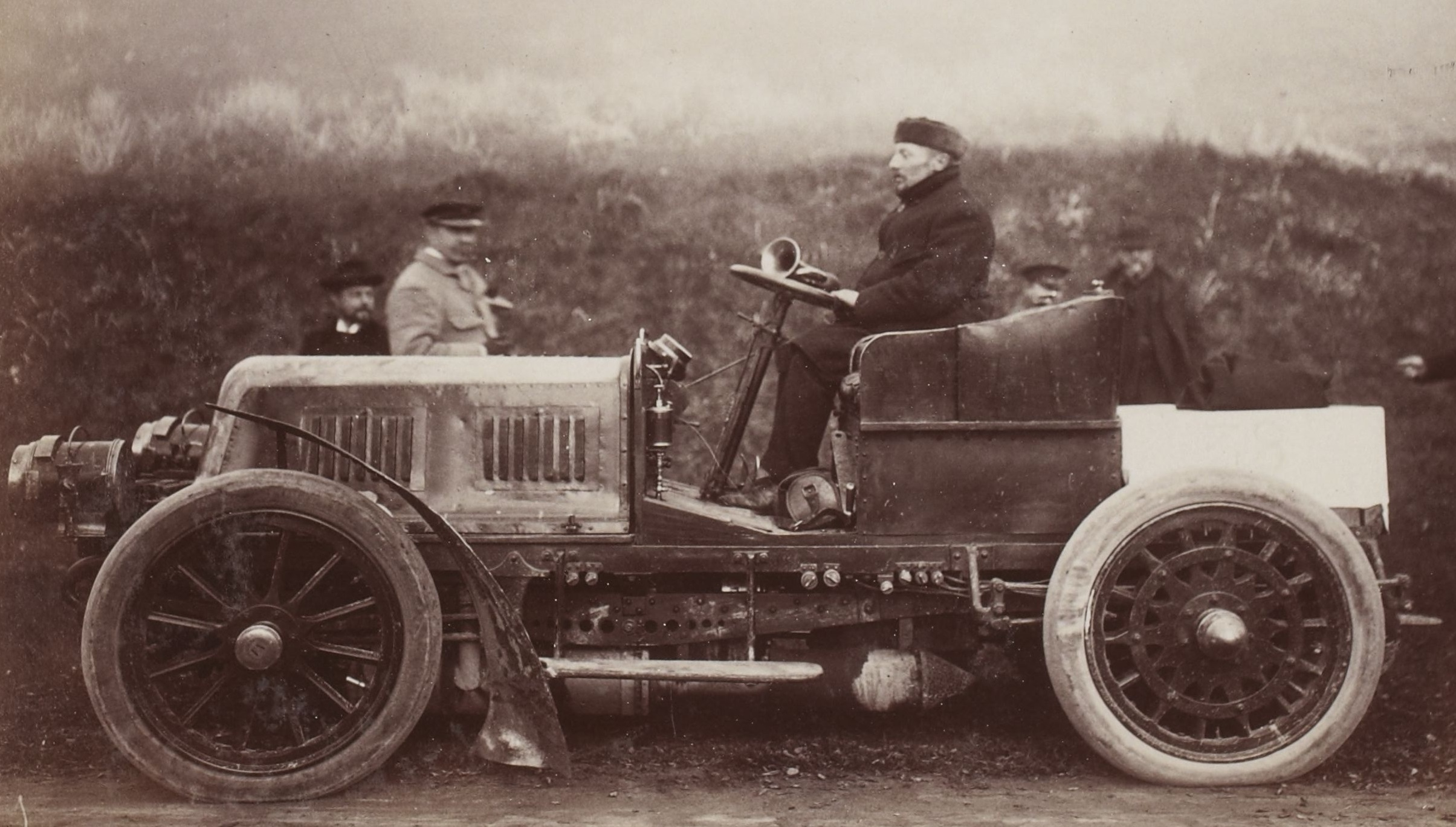
Pierre de Caters à la côte de Gaillon 1901, sur Jenatzy 50 hp.
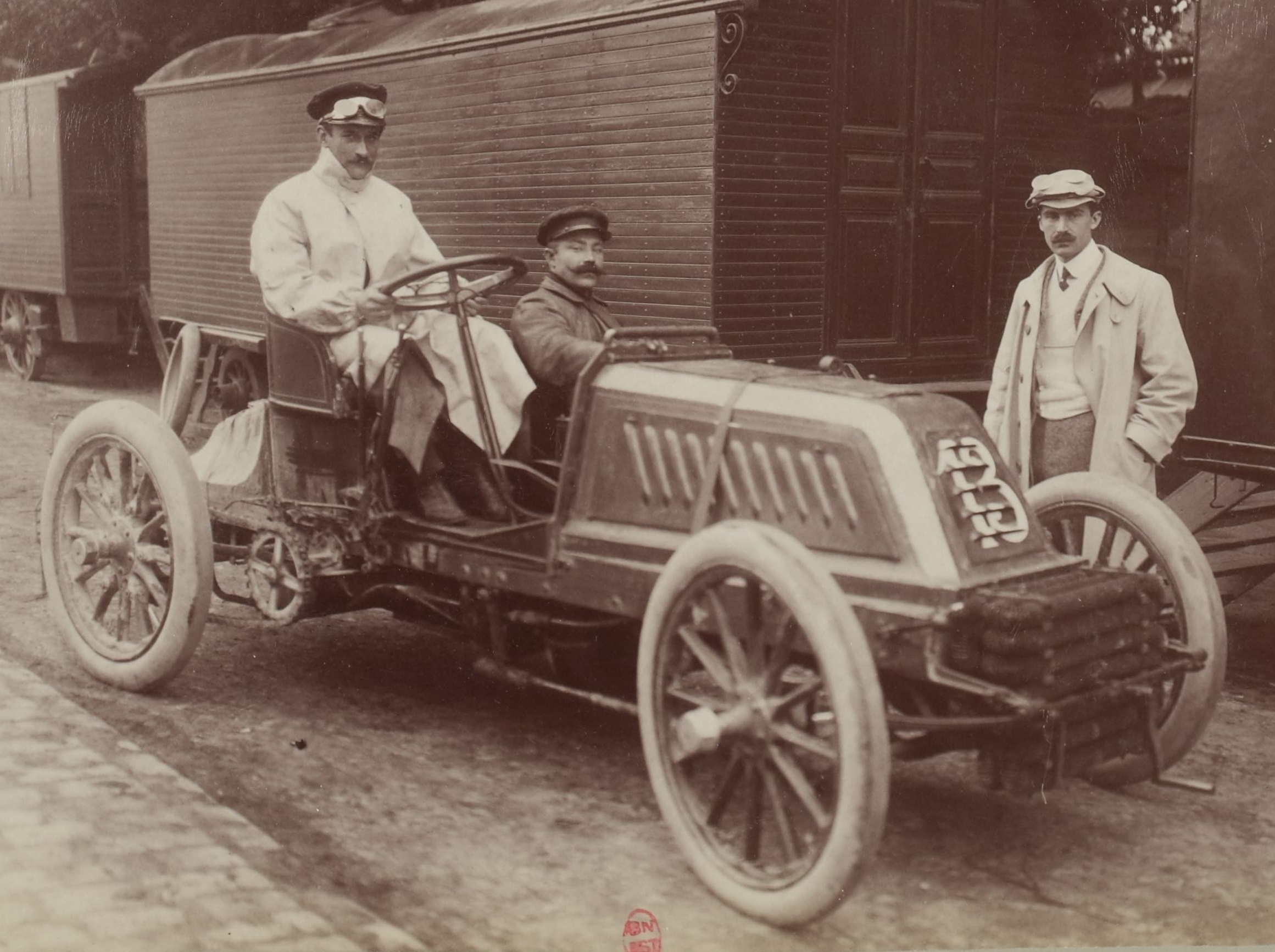
Pierre de Caters sur Mors Z au circuit des Ardennes 1902.
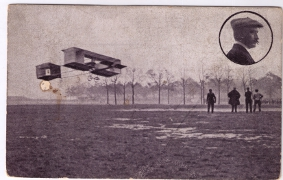
Voisin de Caters pendant la semaine de l'aviation d'Anvers 1909.
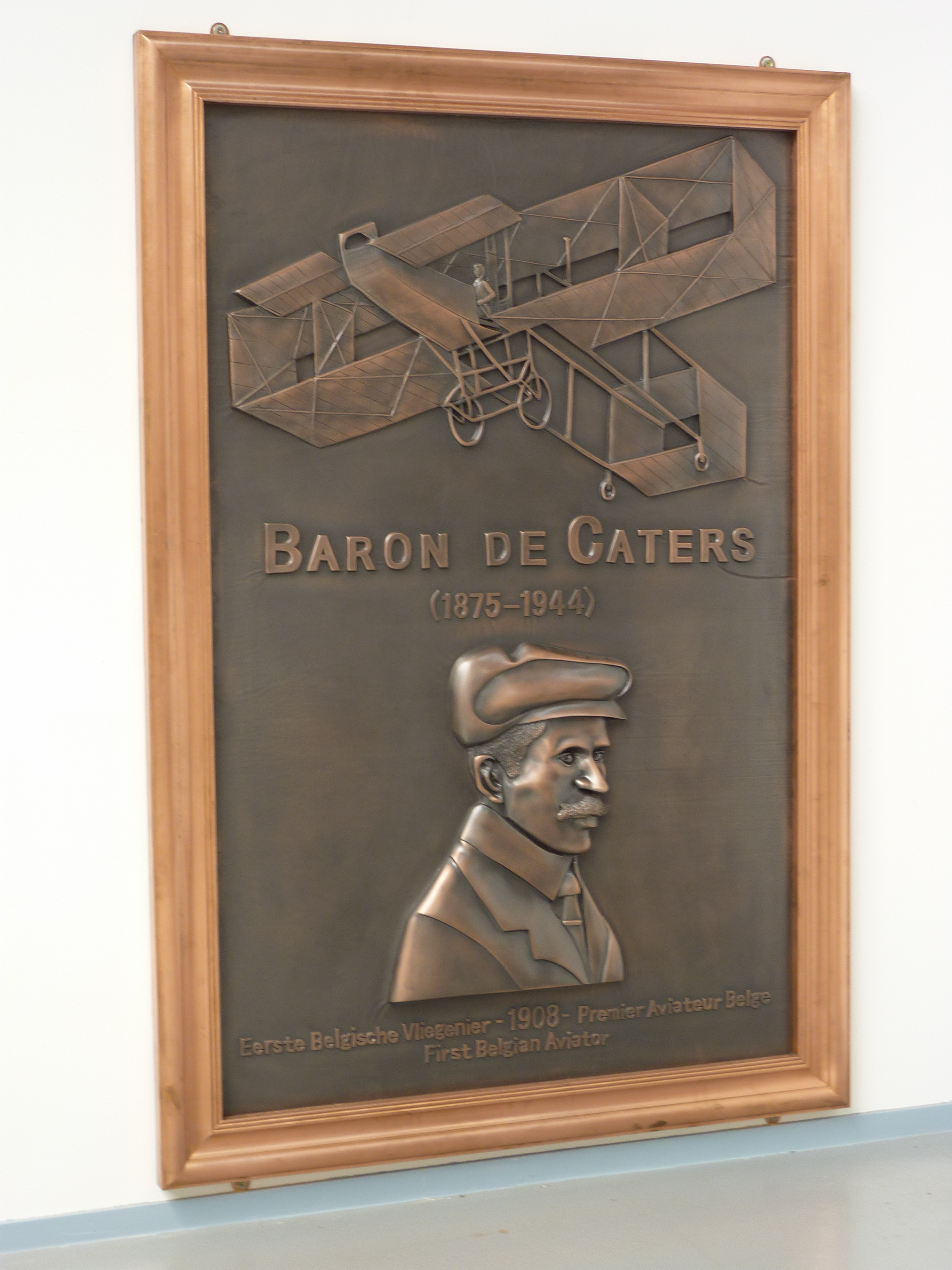
Médaillon au Musée de l'Armée, Bruxelles.

## Réplique dude Caters N° IV
Le Musée de l'Armée à Bruxelles expose une réplique grandeur nature de l'avion de Pierre de Caters.

## Remarque
- Il ne doit pas être confondu avec le baron Pierre de Crawhez, également coureur automobile belge de la même époque.